# Louis Lucien Bonaparte
Louis Lucien Bonaparte Bleschamp, também chamado de Luís Luciano Bonaparte Bleschamp, (Worcestershire, Inglaterra, 4 de janeiro de 1813 - Fano, Itália, 3 de novembro de 1891) foi um filólogo e político francês.

## Biografia
Era filho de Luciano Bonaparte e de Alexandrine de Bleschamps Jouberthou de Vamberthy. Era sobrinho, portanto, de Napoleão Bonaparte. Nasceu durante o período que seu pai esteve cativo dos ingleses. Após Luigi Luciano completar um ano de vida, sua família se mudou para Canino, na província de Viterbo (hoje Itália). Foi declarado Príncipe Imperial em 22 de março de 1815. Seu título não foi reconhecido na França até 21 de fevereiro de 1853. Passou sua juventude na Itália e não residiu na França até 1848, quando foi eleito para a Assembleia Nacional por Córsega (1848) e pelo departamento de Seine (1849). 
Após a queda de seu primo Napoleão III em 1870, regressou a Grã-Bretanha. Estudioso e viajante, fez várias contribuições à química, à mineralogia e à linguística.
Dedicado ao estudo comparativo das línguas europeias, foi um dos primeiros filólogos que estudou as línguas vivas com métodos rigorosos por meio da comparação linguística. Louis Lucien realizou cinco viagens ao País Basco entre 1856 e 1869. A partir de seu trabalho de campo e da ajuda de um bom número de colaboradores locais, publicou 33 obras nos diferentes dialetos bascos ou relacionadas com esta língua, entre elas destacam "Cartes dês Sept Provinces Basques montrant a délimitation actuelle de l'Euscara et sa division em dialectes, sous-dialectes et variétés" (1866) e "Lhe verbe basque em tableaux" (1869), exposição das formas verbais bascas em oito dialetos.
A classificação do dialeto basco regeu-se pelos padrões que Louis Lucien estabeleceu até 1998, ano em que foi atualizado por Koldo Zuazo (professor de Dialectología e sociolinguística da língua basca na Universidade do País Basco-Euskal Herriko Unibertsitatea). Nesta classificação recolhiam-se três grandes grupos, oito dialetos, vinte e cinco subdialetos e até cinquenta variedades. 
Em suas visitas às províncias bascas, Louis Lucien foi auxiliado por diversas personalidades, entre as quais cabe citar, entre outros, o capitão de alfândega Jean Duvoisin, frei José Antonio Uriarte, o padre José Samper, Mariano Mendigatxa, Prudencio Hualde, Klaudio Otaegi, o abade Ibarnegarai, o canónigo suletino Emmanuel Intxauspe e o padre Joan Eloi Udabe.
Também promoveu a tradução do Evangelho de São Mateus ao galego. Esta tarefa havia sido realizada anteriormente por Vicente Turnes em 1860, mas Bonaparte considerou que o manuscrito estava demasiado castelhanizado e re-encomendou a tarefa a José Sánchez de Santa María. Esta obra foi publicada em Londres em 1861, com o título em castelhano El evangelio de San Mateo traducido al dialecto gallego de la version castellana de Don Felix Torres Amat, por Don José Sánchez de Santa María. Precedido de algunas observaciones comparativas sobre la pronunciacion gallega, asturiana, castellana y portuguesa por el Príncipe Luís Luciano Bonaparte, dividida em duas partes; o prólogo "Observações comparativas sobre a pronúncia galega, asturiana, castelhana e portuguesa" de Bonaparte, em castelhano, e o próprio texto bíblico em galego, titulado "O Santo Evanxelio de Noso Señor Xesucristo segun San Mateo". Sobre a relação do galego ("formoso dialecto) com o português, declararia que o galego "não difere mais do que costumam diferir dialectos de uma mesma língua", como prometia elaborar noutros trabalhos.
Também promoveu a tradução do Evangelho de São Mateus ao asturiano, tarefa realizada por Manuel Fernández de Castro em 1871.
Louis Lucien Bonaparte também estudou os dialetos ingleses, italianos, sardos e albaneses.

## Algumas de suas obras
- Specimen lexici comparativi omnium linguarum europaearum (1847)[1]
- Canticum trium puerorum in septem praecipuas Vasconiae linguae dialectos versum (1858)
- Langue basque et langue finnoise (1862)
- Curiosidades eúskaras (1866)
- Lhe petit catéchisme espagnol du P. Astete, traduit em trois dialectes basques: I. Aezcoan, par P.J. Minondo. II. Salazarais, par P. J. Samper. III. Roncalais, par P. Hualde. Verifié et modifié sul lhes lieux mêmes par L.L. Bonaparte (1869)
- Carte dês sept Provinces Basques (1869)
- Lhe verbe Basque em tableaux (1869)
- Études sul lhes trois dialectes basques dês vallés d'Aezcoa, de Salazar et de Roncal (1872)[8][9]

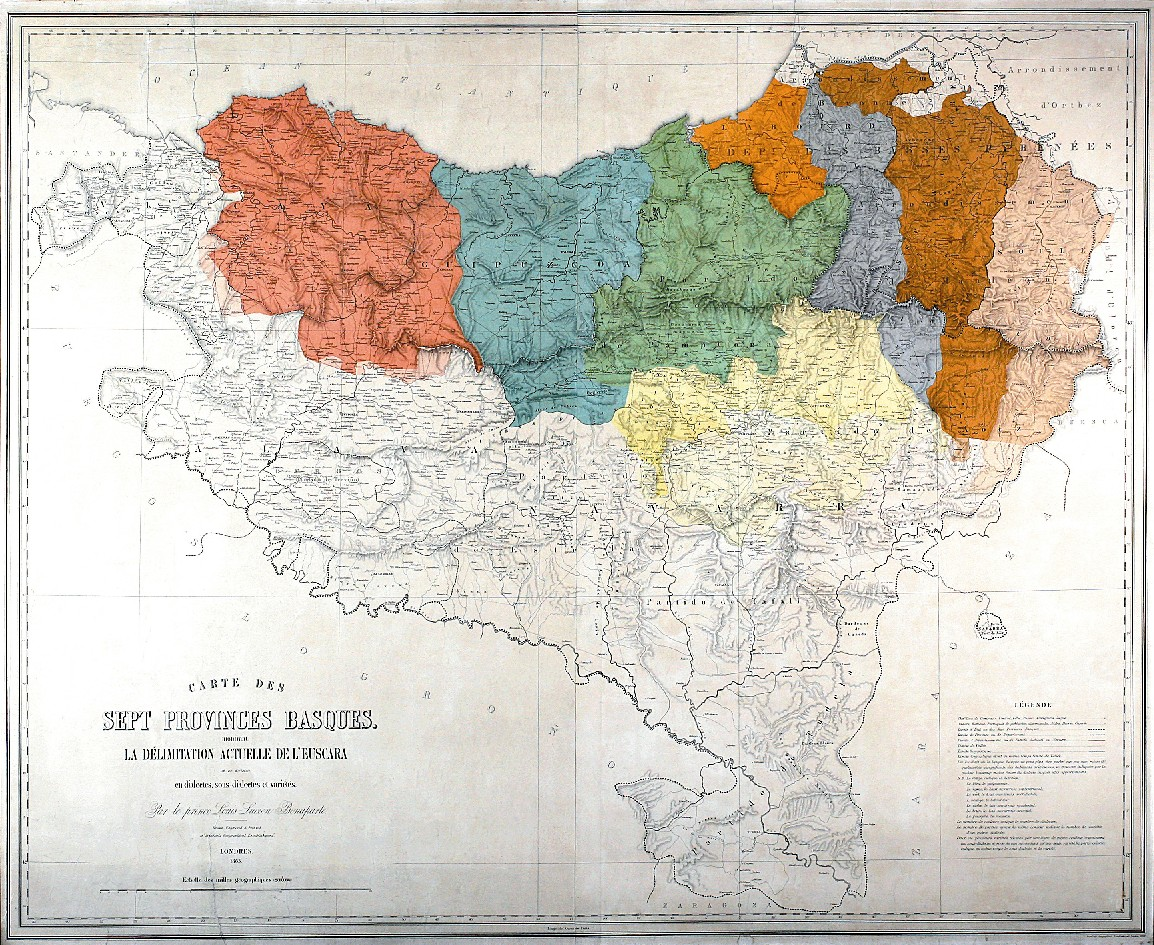
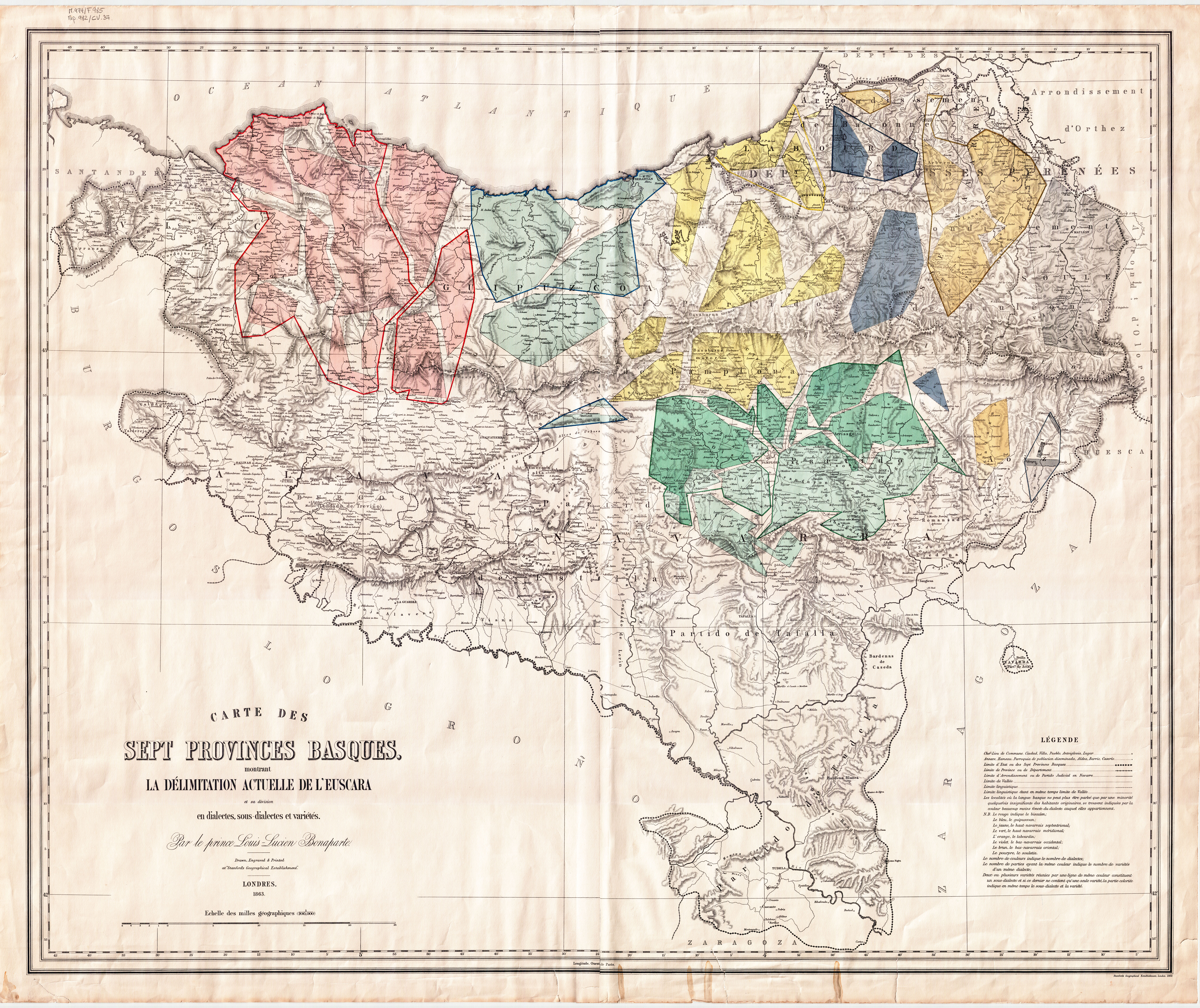

## Homenagens
Uma rua em Bilbau, no país basco, é-lhe homónima em sua homenagem (com a grafia Luis Luciano Bonaparte).